# ソフィアン・ミル
ソフィアン・ミル（Sofiane Milous、1988年7月1日 - ）は、フランスのドランシー出身の柔道家。階級は60kg級。身長168cm。

## 人物
2009年にフランス語圏競技大会60kg級で優勝すると、2010年のヨーロッパ選手権でも優勝を飾った。その後も一定の活躍を果たして2012年にはロンドンオリンピックに出場すると、準々決勝で平岡拓晃と対戦して、先に指導2でリードするも、終了7秒前に有効を取られて並ばれると、GSの末に判定で敗れた。その後の3位決定戦では世界チャンピオンであるウズベキスタンのリショド・ソビロフに指導3で敗れてメダルを獲得できなかった。2013年にはフランス柔道連盟が世界選手権の60kg級代表に誰も選ばず、その分を他の階級の代表に振り分けたことから、実績面を考慮すれば自分が選ばれるべきだとフランスオリンピック委員会に提訴したものの認められなかった。2014年の世界選手権には代表に選ばれたが7位に終わった。

## 主な戦績
- 2009年 - グランドスラム・モスクワ　5位
- 2009年 - グランドスラム・リオデジャネイロ　5位
- 2009年 - ワールドカップ・バーミンガム　3位
- 2009年 - フランス語圏競技大会　優勝
- 2010年 - グランドスラム・パリ　5位
- 2010年 - グランプリ・デュッセルドルフ　5位
- 2010年 - ヨーロッパ選手権　優勝
- 2010年 - グランドスラム・リオデジャネイロ　5位
- 2010年 - グランドスラム・モスクワ　5位
- 2011年 - グランドスラム・モスクワ　2位
- 2011年 - グランドスラム・リオデジャネイロ　3位
- 2012年 - ワールドマスターズ　5位
- 2012年 - ワールドカップ・リスボン　2位
- 2012年 - ロンドンオリンピック　5位
- 2012年 - グランドスラム・東京　3位
- 2013年 - グランドスラム・パリ　5位
- 2013年 - グランプリ・リエカ　2位
- 2014年 - アフリカオープン・カサブランカ　2位
- 2014年 - グランドスラム・バクー　3位
- 2014年 - グランプリ・ブダペスト　3位
- 2014年 - 世界選手権　7位
- 2015年 - アフリカオープン・チュニス　優勝

(出典、JudoInside.com)。